# Chiromantis kelleri
Chiromantis kelleri là một loài ếch trong họ Rhacophoridae. Chúng được tìm thấy ở Ethiopia, Kenya, Somalia, và có thể cả Sudan.
Các môi trường sống tự nhiên của chúng là xavan khô, vùng đất có cây bụi nhiệt đới hoặc cận nhiệt đới, và đầm nước ngọt có nước theo mùa. Loài này đang bị đe dọa do mất môi trường sống.